# Успенская церковь (Балобаново)
Успенская церковь — приходская церковь Рыбинской епархии Русской православной церкви в Балобанове; двухэтажный пятикупольный храм с трёхъярусной колокольней, построенный в стиле позднего барокко. 

## История
Балобаново сейчас разделено водами водохранилища, а раньше целиком находилось на правом берегу Волги. Через эту деревню проходил Мологский тракт. Церковь Успения стоит на холме, у подножия которого шла бурлацкая тропа, именовавшаяся «бичёвником». В наше время часть деревни Балобаново с холмом и церковью вошла в черту Рыбинска.
Успенская церковь возводилась не одномоментно: нижний храм освящён в 1752 году, верхний — в 1789 году, колокольня построена в 1807 году. Имеет три престола: Успения Пресвятой Богородицы, Святителя и Чудотворца Николая и Святого Пророка Илии, расположенный в трапезной.
С 1970 по 1975 год — настоятелем храма был Михей (Хархаров), в будущем архиепископ Ярославский и Ростовский.

## Архитектура
Успенская церковь сложена из кирпича, снаружи оштукатурена и побелена. Тип здания Успенской церкви — «корабль», — характеризуется наличием трех компонентов (церкви, трапезной и колокольни), расположенных продольно по оси «восток — запад». Строительство церквей данного типа было распространено в русской архитектуре XVII—XIX вв., и в Ярославской и Костромской областях есть большое количество храмов, имеющих такую композицию. Например, Покровская церковь в селе Покровское на Сити (Брейтовский район) или церковь Собора Богородицы в селе Коровье (Чухломский район).

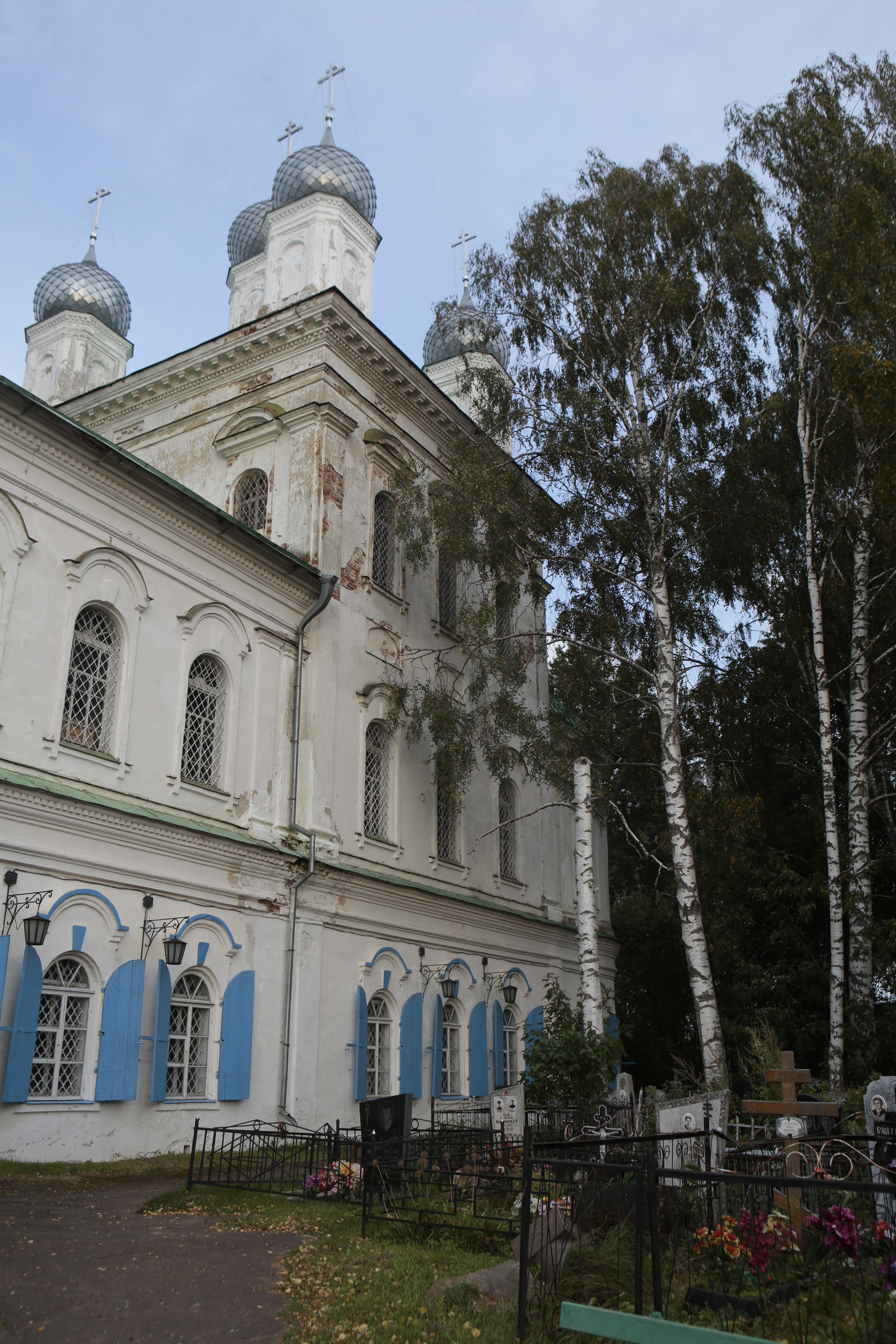
Основной объем Успенской церкви.

Основной объём Успенской церкви представляет собой высокий двухъярусный трехсветный четверик, завершенный четырёхскатной крышей с широко расставленным пятиглавием. Трехчастная апсида и трапезная по высоте равны между собой, а по ширине равны четверику. Бесстолпный четверик увенчан пятью куполами, стоящими на барабанах со слепыми полуциркульными окнами. Каждый из барабанов имеет четыре грани — на каждой грани, помимо окна, есть две пилястры. Стены основного объёма церкви также украшают полуциркульные окна. На всю высоту по краям северного и южного фасадов четверика помещены пилястры; венчает фасады антаблемент с филенками в поле фриза, с пояском из зубчиков и с сильно вынесенным карнизом с модульонами.
Колокольня поставлена над западной частью трапезной. Каждый ярус колокольни представляет собой четверик. Ярусы украшены пилястрами, первый и второй яруса имеют раскрепованные карнизы. Первый ярус имеет спаренные пилястры, второй — ординарные. Также второй ярус с каждой стороны украшен фронтонами. Стены последнего третьего яруса выгнуты. Колокольня завершается граненым куполом, который раньше венчал шпиль. Незадолго до строительства колокольни Успенской церкви в Рыбинске была построена пятиярусная колокольня Спасо-Преображенского кафедрального собора (1797—1804 гг., предположительно проект С. А. Воротилова), чей пятый ярус с выгнутыми стенами так же венчал шпиль. Что ещё роднит эти две колокольни — наличие отверстия для часов на последних ярусах — на данный момент часов на часовне церкви Успения в Балобанове нет.

## Интерьер

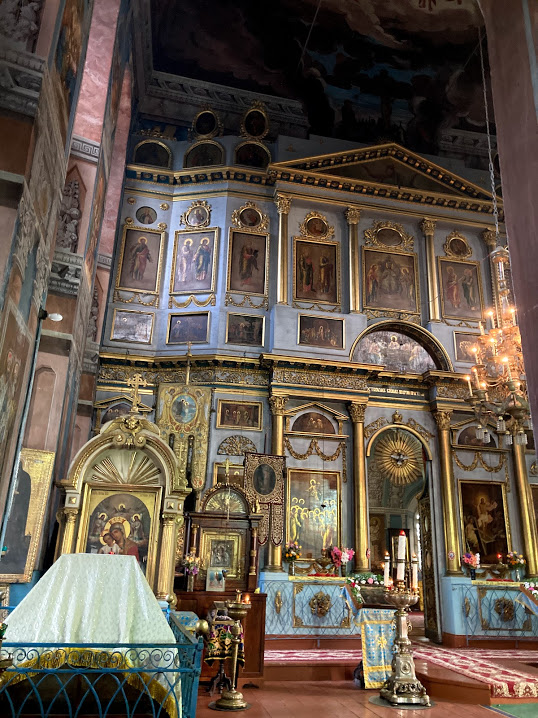
Иконостас верхнего храма Успенской церкви.

Интерьер верхнего храма содержит резной иконостас, увенчанный треугольным фронтоном. Иконостас был изготовлен в 1820-е гг., а иконы для него были созданы в 1825—1827 гг. иконописцем Николаем Антоновым. Иконостас позолочен в 1846 году В. П. Исполиновым.
Иконостас нижнего храма был изготовлен позднее — в 1840-е гг. рыбинским мещанином В. Я. Сырцовым. Иконы для иконостаса нижнего храма были написаны мещанином П. А. Ушаковым. Как и иконостас верхнего храма, иконостас нижнего был позолочен в 1846 году.
Помимо икон, составляющих иконостас, в Успенской церкви также есть другие иконы — например, изображение Святого Благоверного Царевича Дмитрия Угличского и Московского второй половины XVIII в., напоминающее парсуну.
Богоматерь Отрада или Утешение — ещё одна икона, датируемая XVIII в. В манере, в которой написана данная икона, И. Л. Хохлова видит влияние ярославского письма.
Также в Успенской церкви находится икона Огненное восхождение пророка Илии со сценами жития, что можно объяснить наличием в храме придела Св. Пророка Илии. Горы на иконе гармонируют с мантией пророка, сама икона написана в теплых тонах. И. Л. Хохлова предполагает, что тип написания данной иконы можно отнести к романовской старообрядческой традиции иконописания.

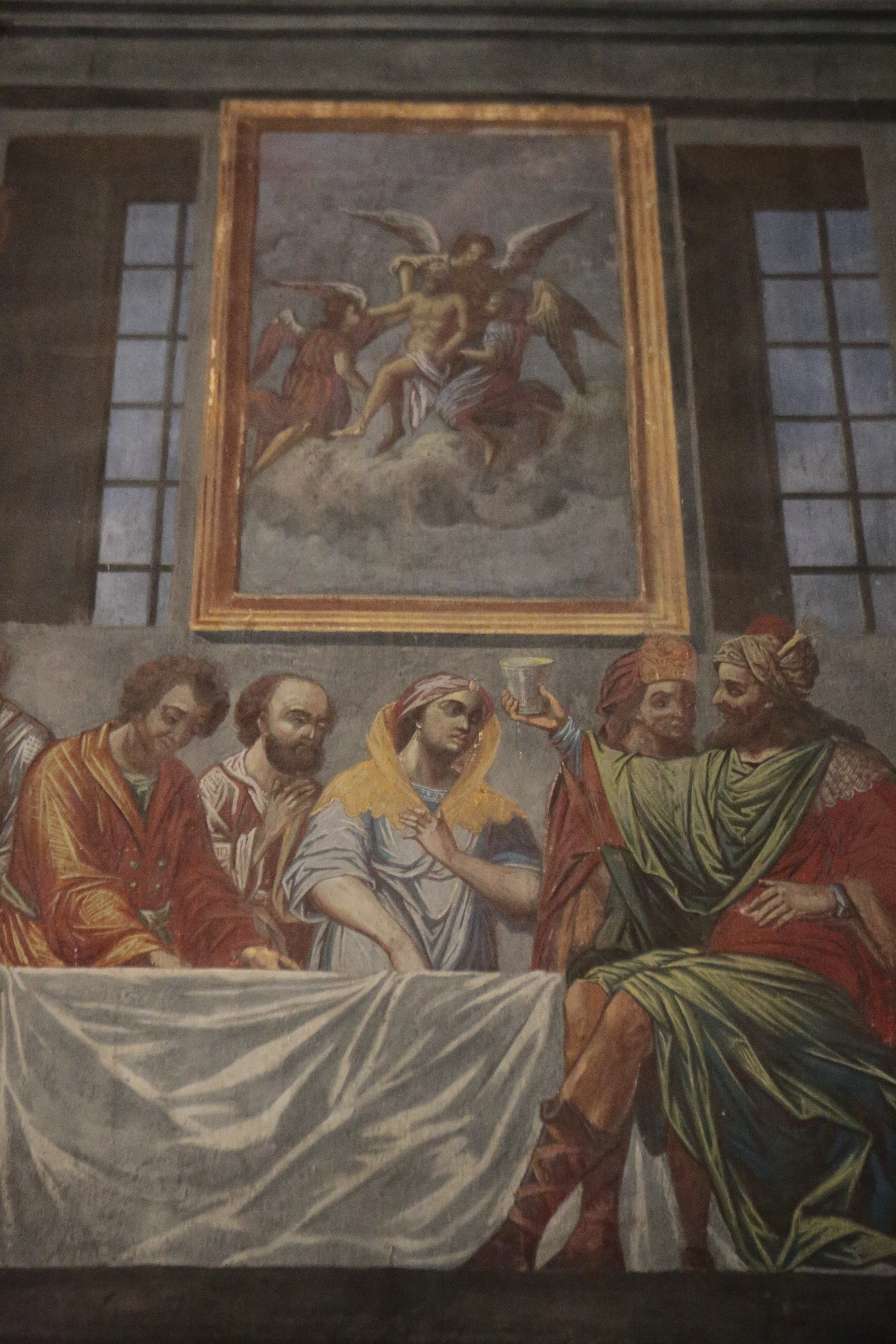
Стенопись "Пир богача" (притвор Успенской церкви).

Более поздние иконы, написанные в XIX в., демонстрируют влияние академической живописи. Среди них — икона Успения и икона со святым пророком Илией и Иоанном Предтечей: обе иконы были написаны Николаем Антовым в 1825—1827 гг.
Примером иконы, написанной в позднеакадемической манере, является список Югской Богоматери. Предположительно она была создана в Дорофеевой пустыни на рубеже XIX и XX вв.
Росписи стен церкви были выполнены в 1837 году в академической манере. На них изображены не только сцены из Священного писания и святые, но и имитации архитектурных деталей — кессонов, карнизов, лепнины. Известны авторы части росписей — Василий Грачев (мастер села Курба, в Успенской церкви расписал алтарную часть и трапезную) и Павел Сарафанников (ярославский мещанин, расписал четверик). В двух верхних ярусах росписей северной и южной стен представлена священная история Нового Завета; в нижнем ярусе — Святители московские Петр, Алексий, Иона и Филипп, Ростовские и Ярославские чудотворцы. На потолке притвора в центре изображен Господь Саваоф, а вокруг него расположены символико-аллегорические композиции, иллюстрирующие молитву «Отче наш», а также сюжеты «Моление о чаше», «Троица», пророк Илия. На южной и северной стенах притвора расположены медальоны с изображениями десяти заповедей блаженства. На западной стороне притвора с одной стороны входных дверей изображен праведный Лазарь и пир богача, с другой — бедная вдова, отпускающая в церковную сокровищницу две лепты.